# Jelena Saslawskaja
Jelena Saslawskaja, née le 14 octobre 1977 dans le bassin du Donbass[réf. nécessaire], est une poétesse, slameuse et journaliste ukrainienne.

## Biographie
Originaire de l’est de l'Ukraine, Jelena Saslawskaja écrit de la poésie, du slam et des poèmes d'amour érotiques. Ses textes expérimentaux séduisent le lecteur par des images nouvelles et obsédantes, dans lesquelles elle parvient à relier le contemporain à l'éternel,.
Jelena Saslawskaja vit à Louhansk, où elle travaille pour le site d'information Culture Collotype, ainsi que pour Tuning Fork, le journal de l'Académie d'État pour l'art et la culture de Louhansk.

## Distinctions
En 2008, Jelena Saslawskaja est finaliste du concours de slam de Donetsk, et lauréate du concours de slam de Kiev. En 2011, elle remporte le concours de slam du Festival international de poésie à Riga. En 2006, lors du Festival international de littérature et de musique ZEX à Kharkhiv, elle reçoit le titre de « Présidente du Globe ».

## Publications
Parmi une liste non exhaustive :
- Epokha moei lyubvi (The Time of My Love), Swetlitsa, 1997
- Maminy sljozy (The Tears of my Mother), Knizhkovyi svet, 1997
- Instinkt svobody (The Instinct of Liberty), Sklyanka tchasu, 2005
- Bdysch-Men i Co. (Bdysch-Man and co.), SPD-Reznikov, 2011